# Obrona Warszawy (1831)

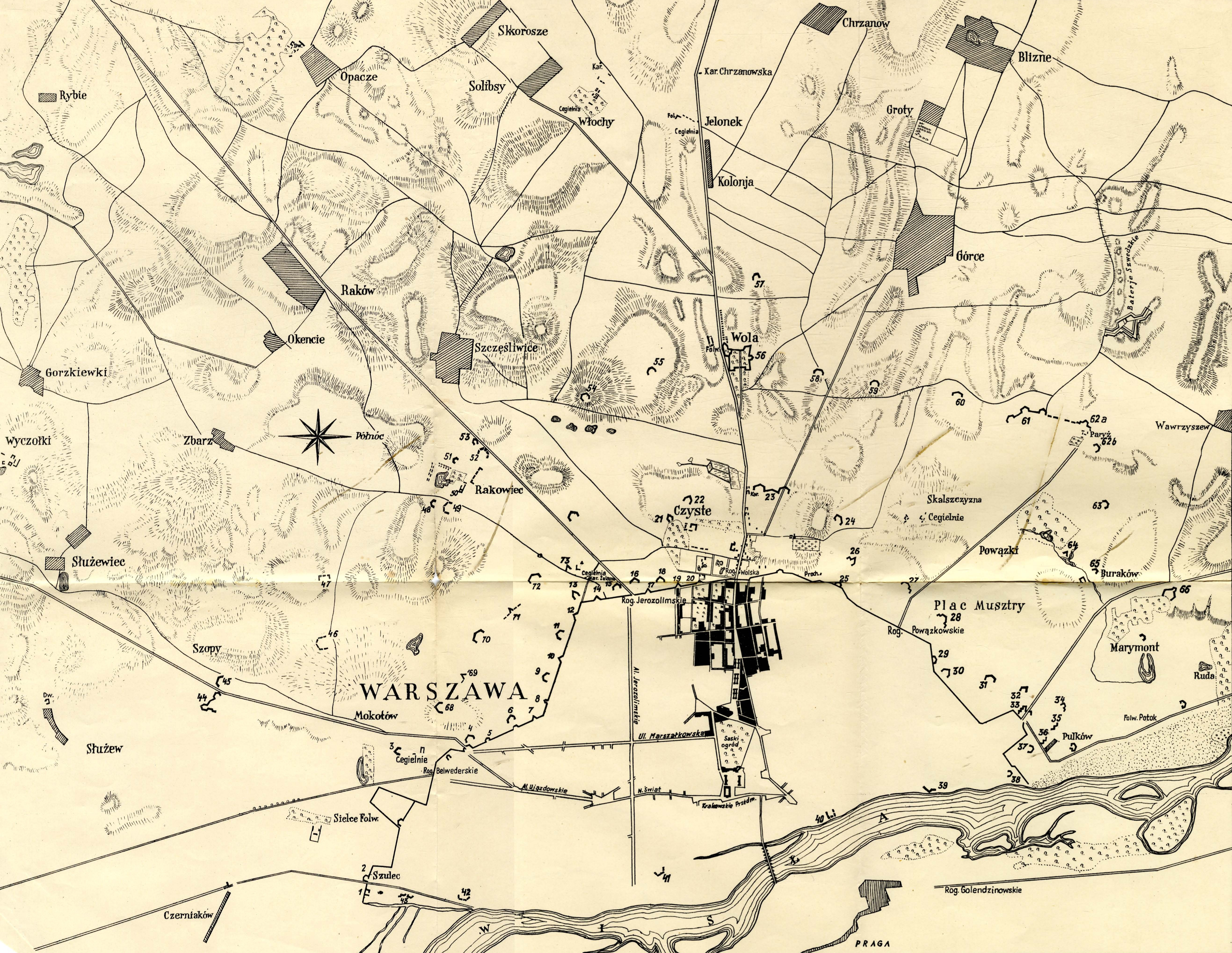
Plan umocnień Warszawy z 1831 roku

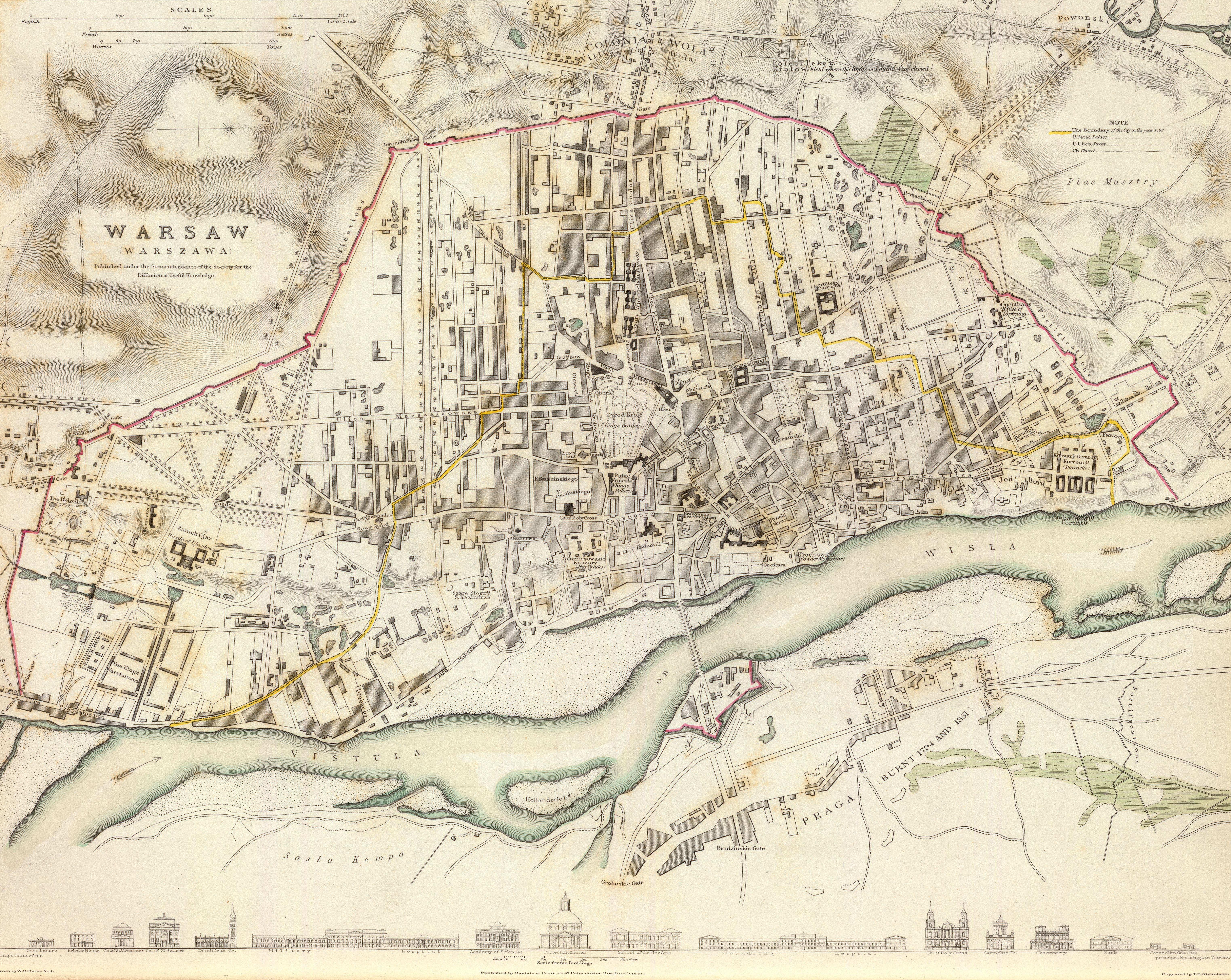
Plan Warszawy z 1831 roku z zaznaczoną na czerwono linią okopów Lubomirskiego – pierwszą linią umocnień

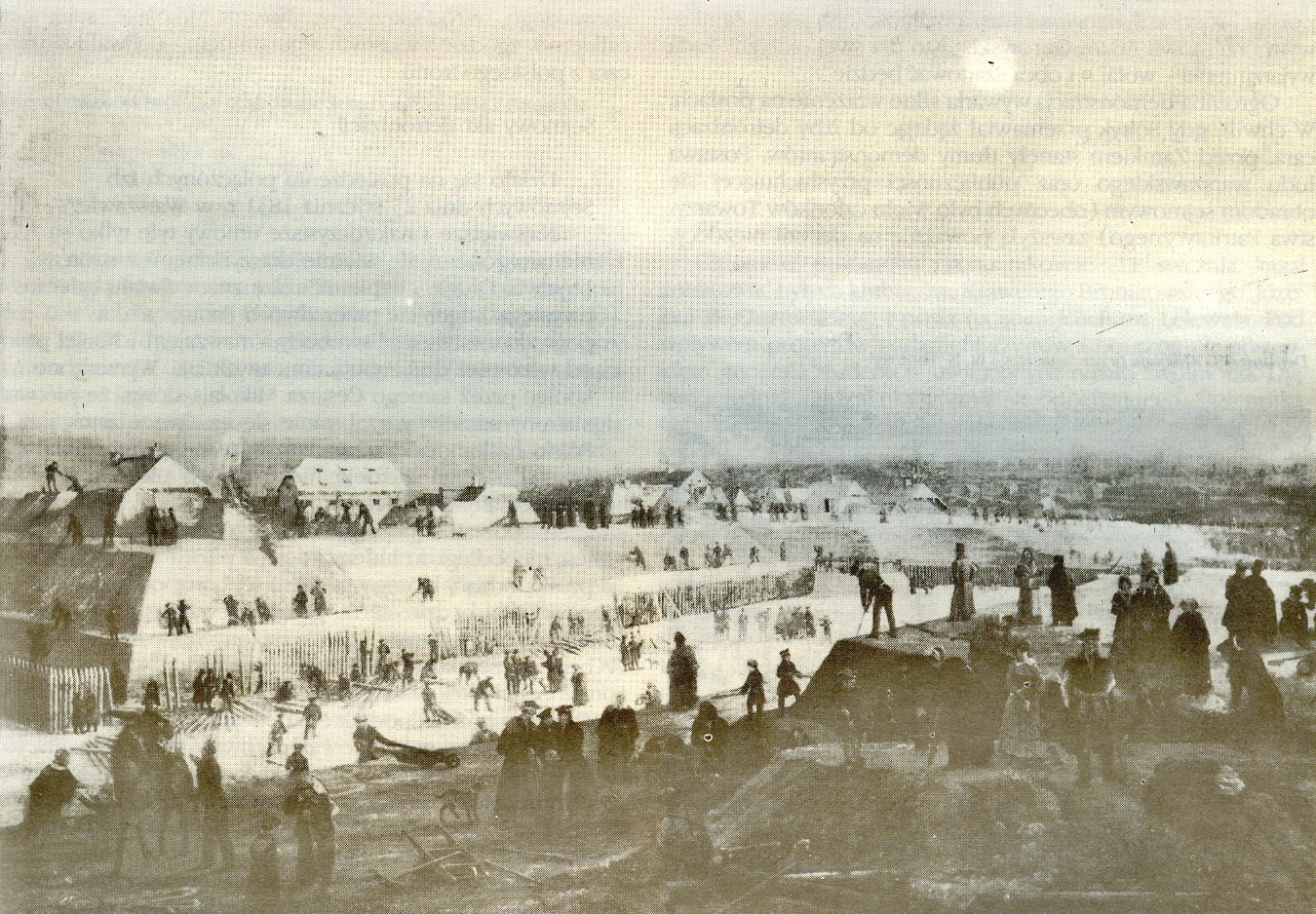
Umocnienia Warszawy z 1831 roku

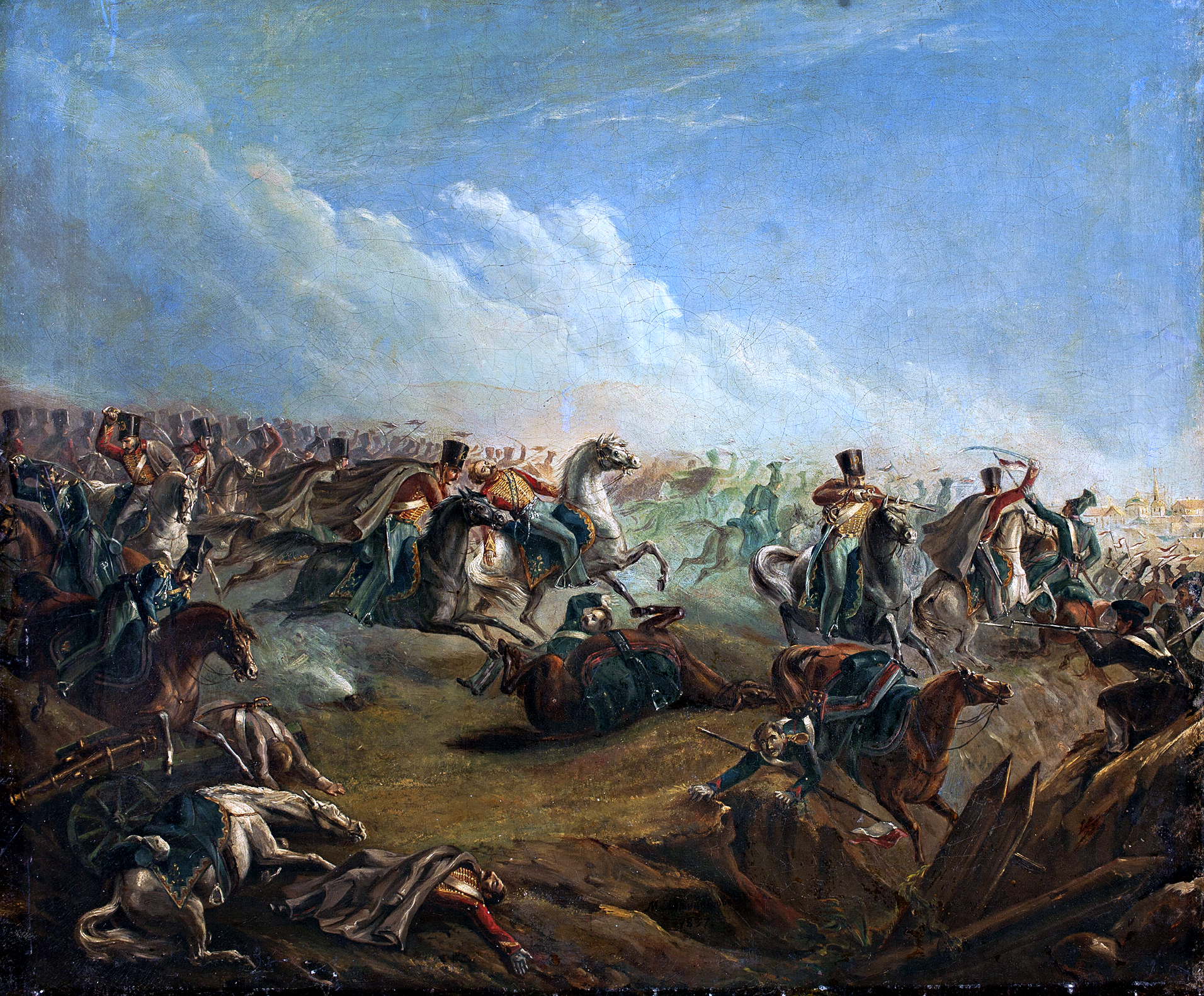
Atak rosyjskich huzarów gwardii w czasie szturmu Warszawy w 1831 roku, obraz Michaiła Lermontowa z 1837 roku

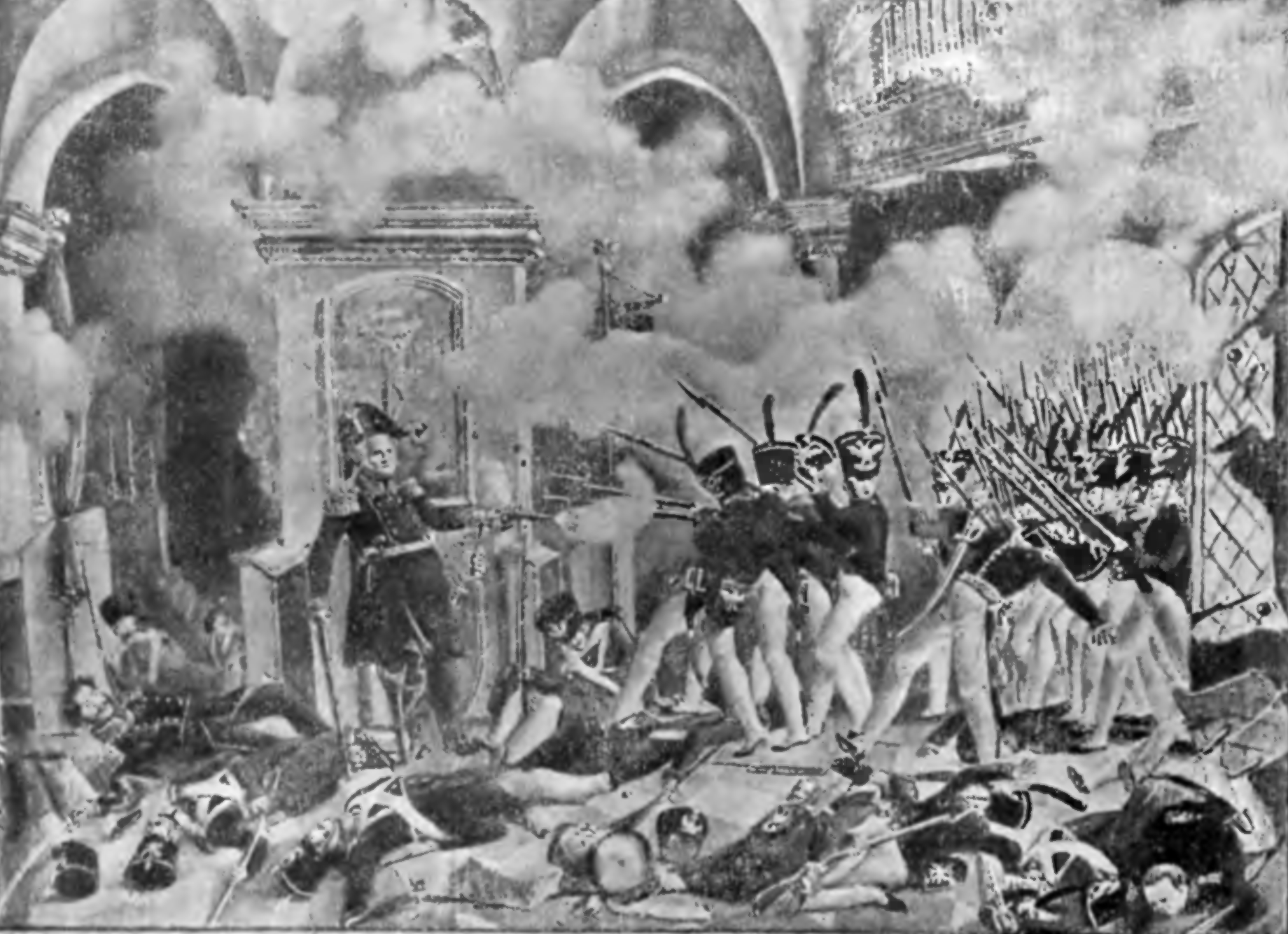
Śmierć gen. Józefa Sowińskiego

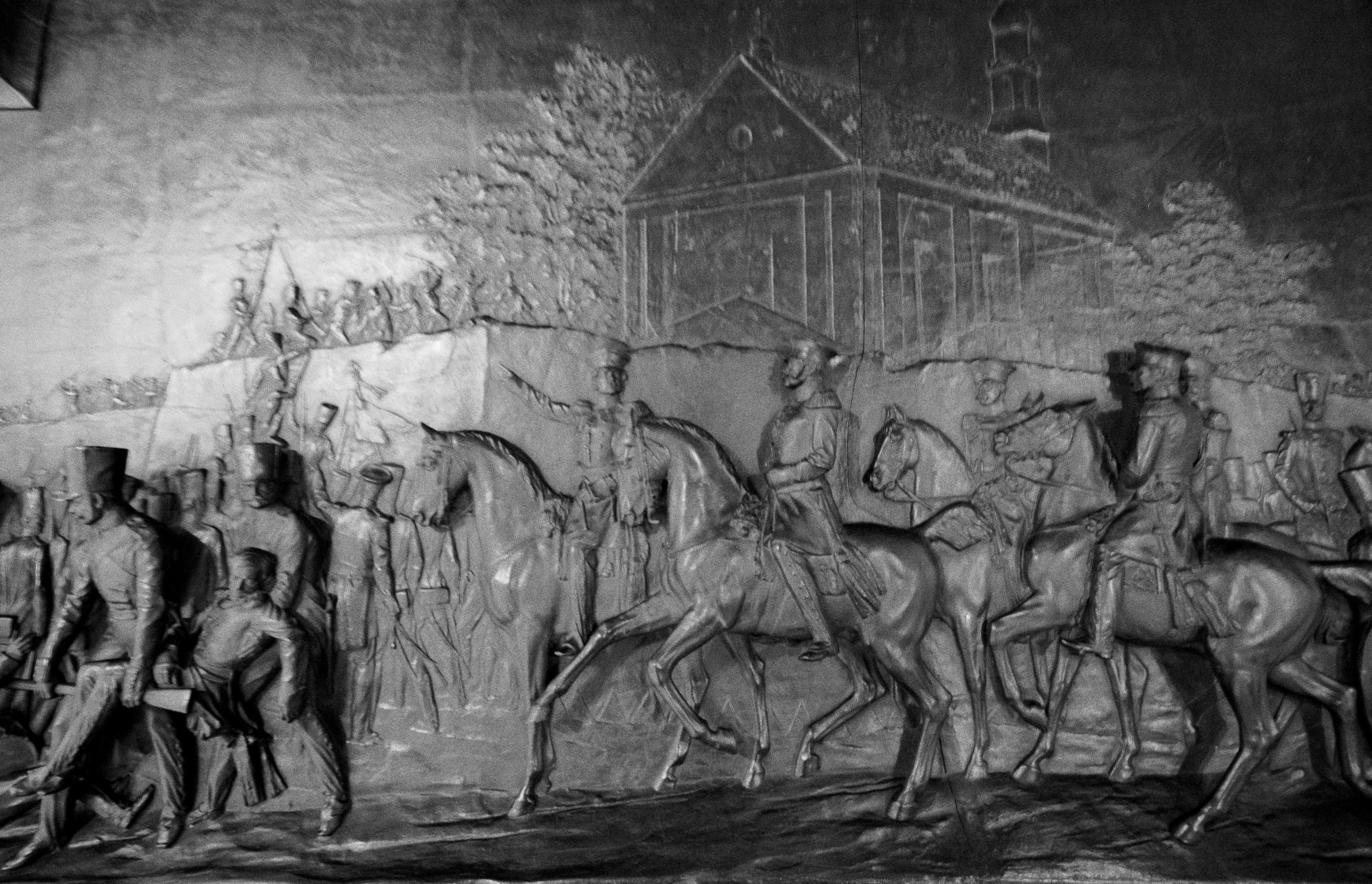
Szturm Woli na płaskorzeźbie pochodzącej z rozebranego w 1917 roku pomniku Iwana Paskiewicza, u góry widoczny kościół św. Wawrzyńca

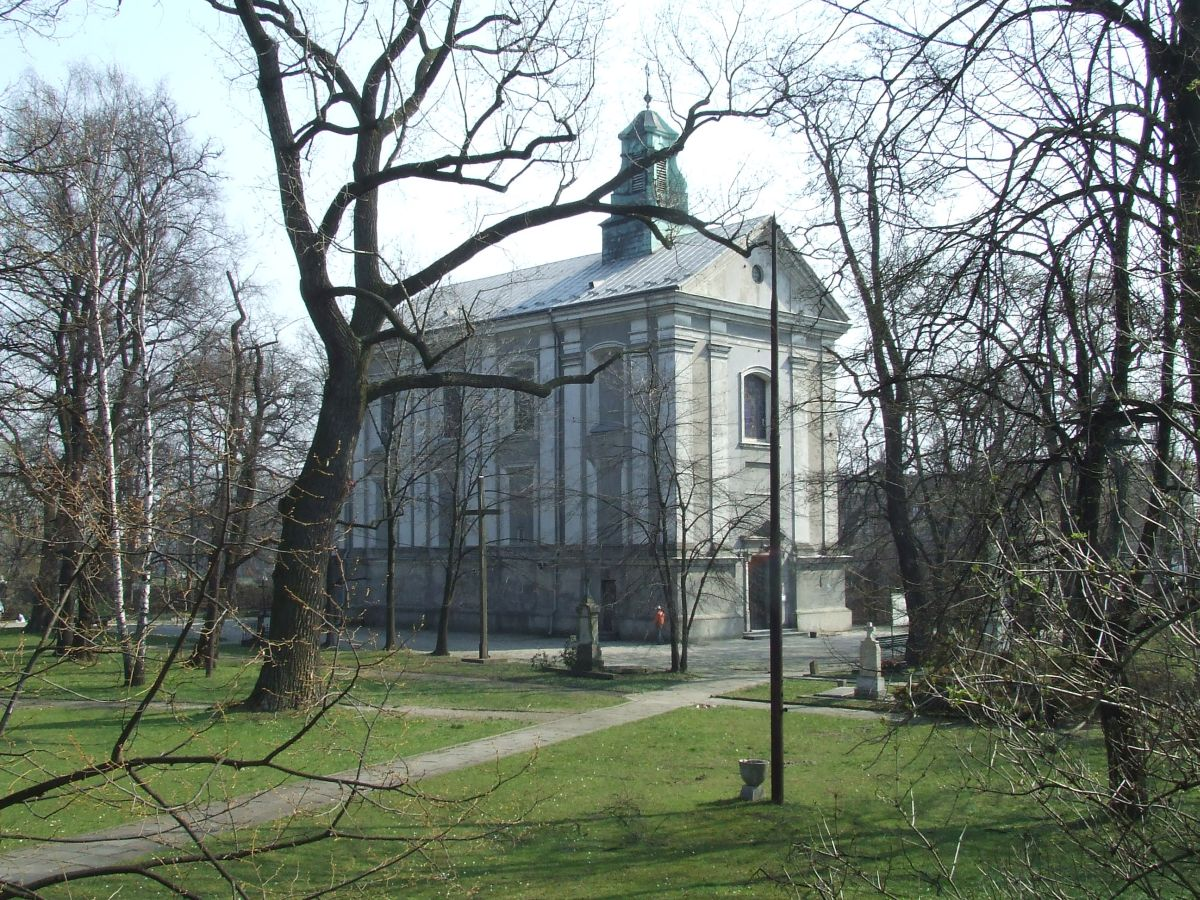
Kościół św. Wawrzyńca współcześnie

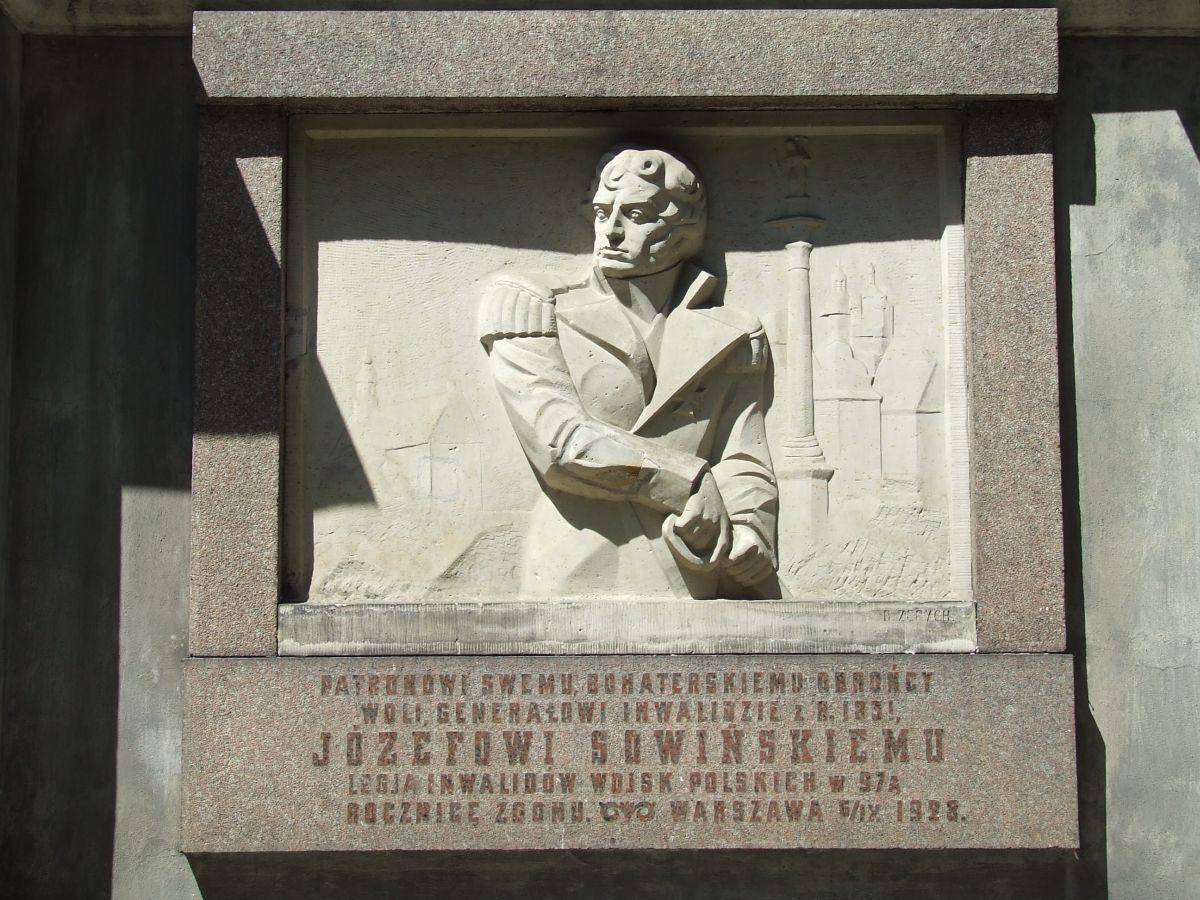
Tablica pamiątkowa na ścianie kościoła św. Wawrzyńca na Woli

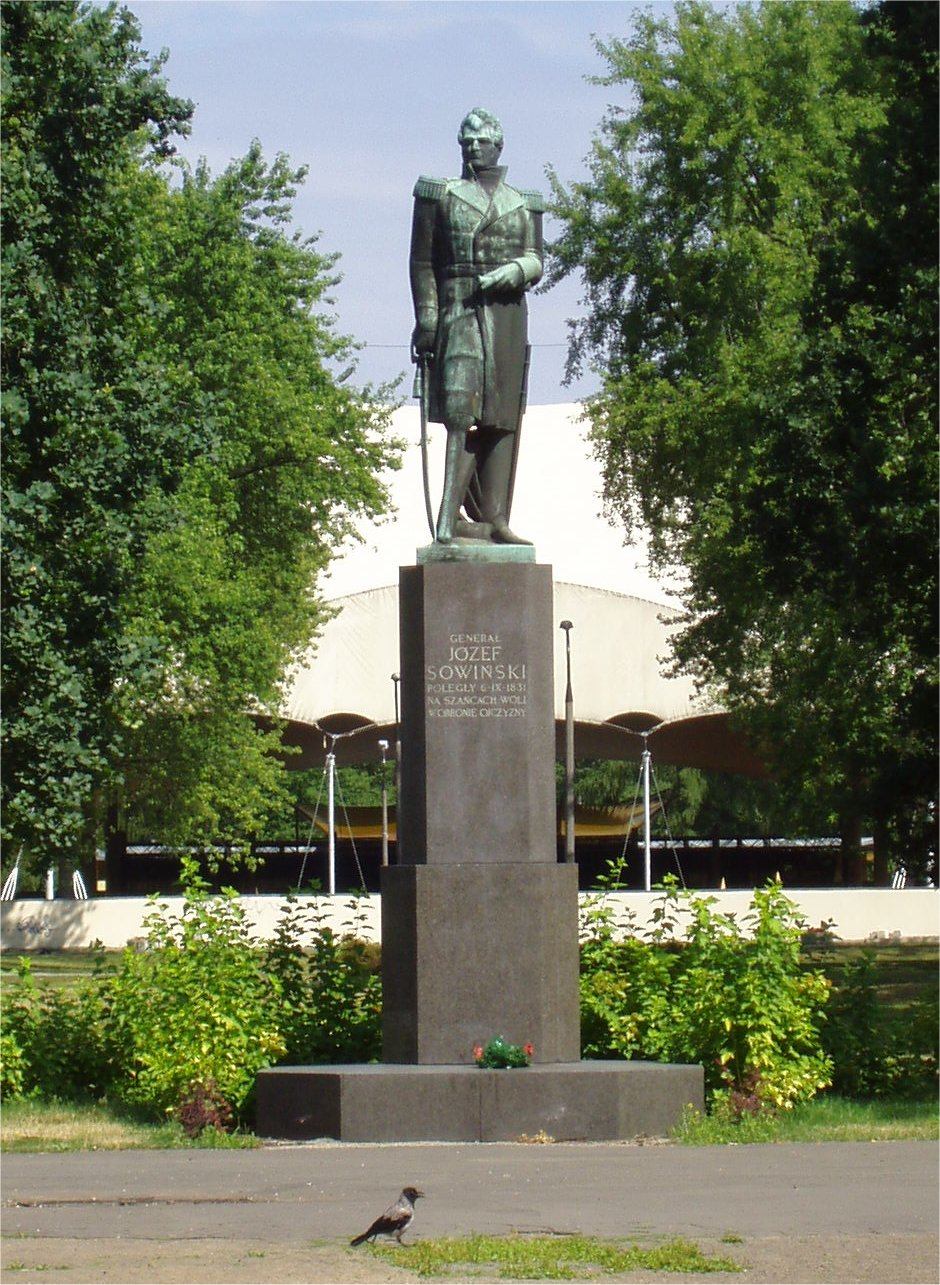
Pomnik Sowińskiego

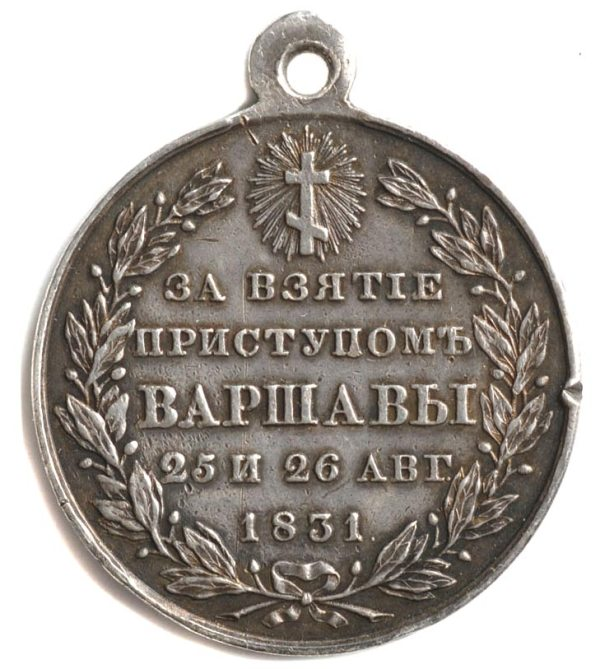
Rewers Medalu za Wzięcie Szturmem Warszawy w 1831 roku

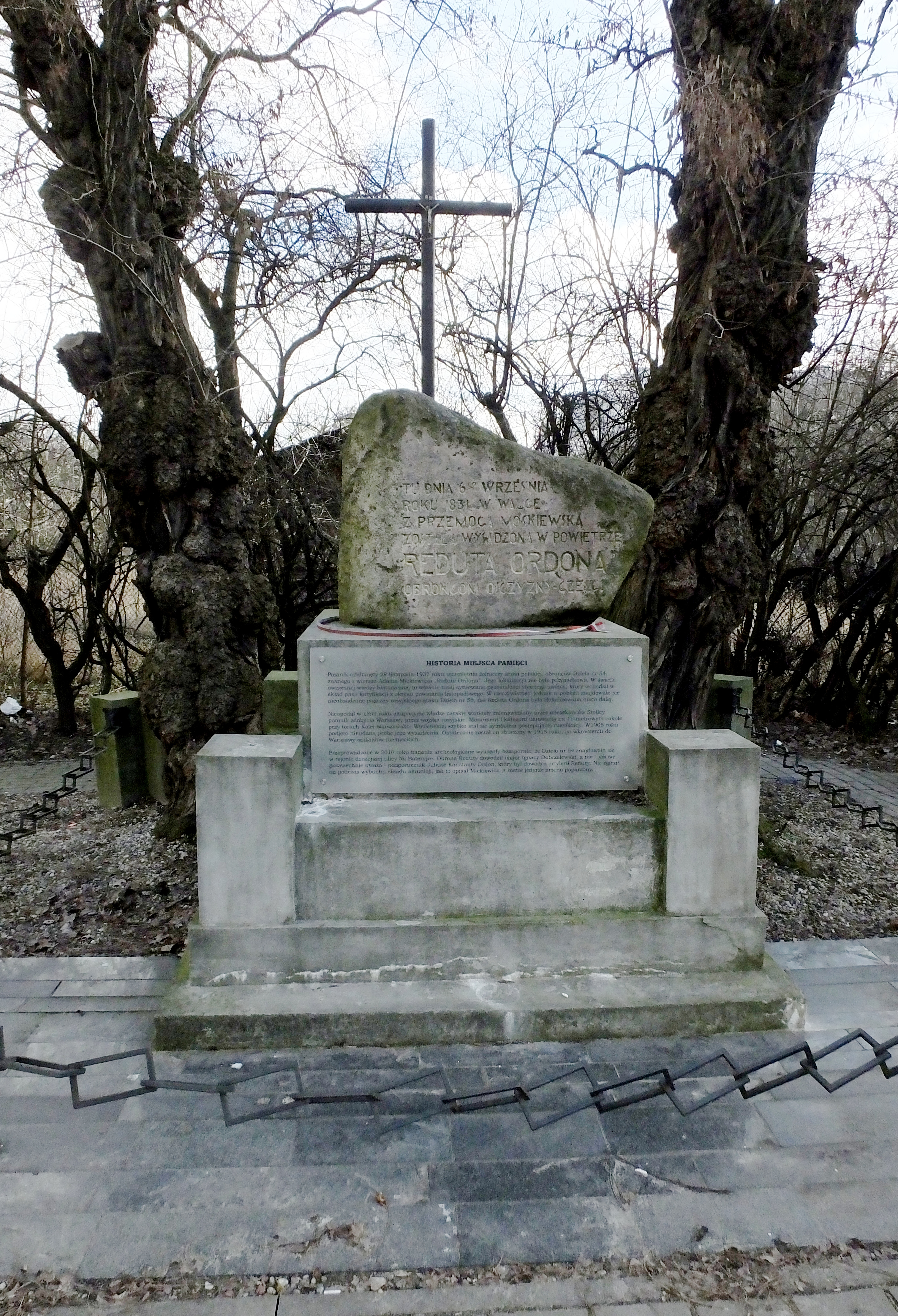
Głaz ku czci Reduty Ordona

Obrona Warszawy, także szturm Warszawy – bitwa obrońców Warszawy z nacierającymi wojskami rosyjskimi w czasie powstania listopadowego, rozegrana na przedpolu i wałach miasta w dniach 6–7 września 1831, zakończona kapitulacją obrońców i wkroczeniem Rosjan do opuszczonego przez polskie wojsko miasta.

## Przed bitwą
Po śmierci Iwana Dybicza nowy feldmarszałek rosyjski Iwan Paskiewicz postanowił obejść Warszawę od północy. W tym celu w pierwszej połowie lipca 1831 roku jego wojska przeszły wzdłuż granicy pruskiej przez Ostrołękę i Płock do Osieka, w pobliżu którego doszło do przeprawy na lewy brzeg Wisły po specjalnie zbudowanym przez formalnie niezaangażowanych Prusaków moście. Pomimo oporu wojsk powstańczych armia Paskiewicza już wkrótce dotarła do Warszawy od strony zachodniej. Pod Warszawą Paskiewicz jeszcze raz spróbował układów, jednak wobec odrzucenia ich przez władze polskie postanowił przystąpić do szturmu stolicy.
Warszawa umocniona była trzema liniami umocnień, gdzie pierwsza linia najbliżej miasta pokrywała się z linią rogatek miejskich (mniej więcej zarys okopów Lubomirskiego). Wał ten nazywany wałem Newachowicza o wysokości około 3 metrów wzmocniony był szeregiem umocnień stałych. Druga linia wysunięta była na zewnątrz miasta o około 400–600 metrów od pierwszej i składała się z fortów, z których najsilniej umocnione osłaniały szosę kaliską. Najbardziej wysunięta linia polskiej obrony biegła od Szop przez Rakowiec, Wolę, Parysów aż do Wisły. Najsilniej umocnionym punktem było dzieło nr 56 na Woli obejmujące swoją zamkniętą ze wszystkich stron redutą kościół św. Wawrzyńca i przyległy ogród. Reduta ta od czoła była osłonięta lunetą nr 57, a od południa dziełami nr 54 i 55.
Siły polskie przeznaczone do obrony stolicy wynosiły około 40 tys. ludzi, w tym 3000 jazdy, oraz 200 dział, z czego połowa polowych. Utworzono dwa korpusy: gen. dyw. Henryka Dembińskiego i gen. dyw. Jana Nepomucena Umińskiego obejmujące swoim obszarem działania cały teren umocniony, a granica pomiędzy korpusami przebiegała przy dziele nr 56 leżącym w rejonie działań korpusu Dembińskiego. Wobec przypuszczeń, że rosyjskie uderzenie padnie na słabiej umocniony odcinek gen. Umińskiego, otrzymał on 20 tys. ludzi i 30 dział polowych. Dowództwo nad pierwszą linią obrony objął gen. bryg. Józef Bem dysponujący w odwodzie 50 działami mającymi wzmocnić swym ogniem najbardziej zagrożony odcinek.
Po stronie rosyjskiej siły wynosiły 54 tys. piechoty, 17 tys. jazdy i 360 dział. Wbrew polskim oczekiwaniom Rosjanie postanowili uderzyć na najbardziej umocnioną polską pozycję, a później uporać się z mniejszymi gniazdami oporu. Do ataku na dzieło nr 56 miał ruszyć w 2 kolumnach I korpus gen. Piotra Pahlena, a na południe od niego II korpus – także uszykowany w 2 kolumnach.

## Bitwa
W nocy z 5 na 6 września 1831 roku wojska rosyjskie zajęły pozycje wyjściowe do szturmu, który nastąpił o 5 rano. Natarcie rosyjskiej piechoty powstrzymały strzały z polskiej strony, co spowodowało zatrzymanie kolumn i ostrzał pierwszej linii polskiej obrony przez 92 działa i II kolumny. Po dwugodzinnym przygotowaniu artyleryjskim rosyjska piechota ponownie ruszyła do natarcia.
Jedna z dwóch kolumn II korpusu ruszyła na fort nr 55, który nie był obsadzony przez Polaków, toteż zajęto go bez oporu, obsadzając zdobytą pozycję batalionem piechoty. W tym czasie druga kolumna II korpusu szturmowała od czoła fort nr 54 i wkrótce została wsparta przez boczne uderzenie pozostałych sił pierwszej kolumny. Fort nr 54 obsadzony był przez dwie kompanie z 1 pułku strzelców pieszych pod dowództwem kapitana Franciszka Bobińskiego. Wobec znacznej przewagi liczebnej został błyskawicznie zajęty przez Rosjan, przy czym większa część załogi zginęła w walce na bagnety. W trakcie walki o fort wyleciał w powietrze magazyn amunicyjny; zdarzenie to przypisał później Adam Mickiewicz podporucznikowi artylerii Julianowi Konstantemu Ordonowi. W wyniku wybuchu zginęło około 300 Rosjan, z czego ciężko ranny został dowódca jednej z kolumn gen. Fiodor Geismar.
Po opanowaniu dzieł nr 55 i 54 cały ogień rosyjskiej artylerii runął na pozycje na Woli – na lunetę nr 57 broniącą dostępu do dzieła nr 56. Luneta obsadzona była przez dwie kompanie z 8 Pułku Piechoty Liniowej pod dowództwem majora Krassowskiego. Polacy bronili się długo i w końcu, gdy Rosjanie wdarli się do fortyfikacji, obrona trwała do końca w jednym z narożników dzieła, a do niewoli dostało się żywcem jedynie 80 obrońców. Bohaterska obrona lunety nr 57 opóźniła o godzinę szturm na Wolę, czyli na najsilniej umocnioną polską pozycję – dzieło nr 56.
Reduta Wolska, czyli dzieło nr 56, miało wał ziemny wysokości około 3,5 metra otoczony głęboką fosą. Obsadzone zostało przez 2 bataliony z 8 pułku piechoty liniowej pod dowództwem podpułkownika Jana Wodzyńskiego oraz 200–300 ludzi z batalionu zapasowego z 14 pułku piechoty liniowej pod dowództwem majora Dobrogoyskiego. Dowódcą reduty wolskiej został gen. bryg. Józef Sowiński, komendant Szkoły Wojskowej Aplikacyjnej.
Około godziny 7:30 rozpoczęło się przygotowanie artyleryjskie przed rosyjskim szturmem na tę pozycję polskiej obrony i trwało godzinę. 70 dział z I korpusu ostrzeliwało front zachodni i północny, zaś 30 dział gen. Kreutza – południowy. Polska artyleria próbowała odpowiadać na ten ogień zarówno z fortu, jak i z drugiej linii umocnień, jednak celny ogień wroga zadawał jej duże straty. Wobec takiej nawały ognia polskie dowództwo zdało sobie sprawę, że główne uderzenie Rosjan padnie jednak na Wolę. Gen. Józef Bem na czele rezerwowych 12 dział z 4 baterii konnej ruszył na odsiecz Woli i ustawiwszy ją przy szosie błońskiej zasypywał ogniem baterie Kreutza. Ogień ten pozwolił na przebicie się do reduty wolskiej batalionu z 10 Pułku Piechoty Liniowej na czele z majorem Piotrem Wysockim. Przewaga ognia nieprzyjacielskiego zmusiła jednak Bema do wycofania się w głąb polskich pozycji.
Około godziny 9 rano nastąpił szturm Rosjan na redutę wolską jednocześnie z trzech stron: od południowego zachodu cztery bataliony Martynowa, od północnego zachodu cztery bataliony Lüdersa, od wschodu cztery bataliony Berga. Ten ostatni od południa obszedł polską pozycję i, zostawiwszy 12 dział pod osłoną dwóch batalionów piechoty pomiędzy redutą a drugą polską linią obrony, wdarł się do fortu od zaplecza. Kolumna Martynowa wdarła się na wały fortu, ale została odrzucona do fosy atakiem spod kościoła św. Wawrzyńca, podobnie kolumna Lüdersa po dwóch polskich przeciwnatarciach. Na widok żołnierzy Berga wybuchła panika wśród obrońców, jednak majorowi Świątkowskiemu udało się opanować sytuację i wyprzeć poza fort wojska Lüdersa i Berga. Wobec przeważającego liczebnie wroga zmuszony był jednak wycofać się na śródszaniec przy kościele.
Artyleria rosyjska skoncentrowała swój ogień na drugiej linii polskiej obrony, uniemożliwiając nadejście odsieczy dla załogi fortu nr 56. Paskiewicz do następnego szturmu wyznaczył 10 kolejnych batalionów piechoty, które wraz z już biorącymi udział w szturmie oddziałami wdarły się na śródszaniec o godzinie 10:30. Gen. Sowiński otoczony garstką żołnierzy wydał rozkaz walki do ostatniego ładunku i wkrótce zginął w walce na bagnety. Do niewoli dostał się ranny i ze zwichniętą nogą Piotr Wysocki, a wraz z nim ok. 30 oficerów i ok. 1200 szeregowych. Zajęcie fortu przez Rosjan wywołało polskie przeciwnatarcie z drugiej linii obrony, jednak doszło ono jedynie na pół strzału z działa do reduty. Pomimo dwukrotnej próby Polacy zostali odrzuceni po walce na bagnety, ostatecznie po kontrataku korpusu rosyjskich grenadierów.
W tym czasie inne oddziały rosyjskie zajęły Szopy i Rakowiec, a odzyskać je postanowił gen. Umiński. Natarcie na Szopy zakończyło się sukcesem po przeciwnatarciu gen. Milberga i Rosjanie zostali odrzuceni aż na Służewiec, natomiast natarcie na Rakowiec załamało się w ogniu rosyjskiej artylerii. Na tym zakończyły się działania wojenne 6 września, Rosjanie obsadzili zajęte pozycje i pomimo nalegań swoich generałów Paskiewicz nie prowadził dalej natarcia.

### Kapitulacja Warszawy
Upadek najsilniej umocnionej pozycji podkopał morale obrońców miasta i zajęcie miasta przez Rosjan wydawało się nieuniknione. Gen. Jan Krukowiecki, prezes Rządu Narodowego, nie czekając na upoważnienie Sejmu do prowadzenia pertraktacji, wysłał na rozmowy z Paskiewiczem gen. Ignacego Prądzyńskiego, który przybył do obozu rosyjskiego o 3:00 nad ranem i uzyskał dwugodzinne zawieszenie broni oraz zaproszenie na konferencję dla Krukowieckiego. Krukowiecki skorzystał z tej oferty i spotkał się z głównodowodzącym rosyjskim w karczmie wolskiej, zyskując zawieszenie broni do godziny 13:00 7 września i tym samym czas na zdobycie stosownych upoważnień od Sejmu.
7 września zebrał się Sejm, który odebrał Krukowieckiemu władzę i pertraktacje zostały wstrzymane. Około 13:30 Paskiewicz nakazał ponowne bombardowanie polskich pozycji i oddziały rosyjskie uszykowane w trzy kolumny ponownie rozpoczęły szturm. Polskie przeciwnatarcie znów załamało się w ogniu rosyjskiej artylerii i około godziny 16:00 Rosjanie atakujący z towarzyszeniem muzyki zajęli kolejne umocnienia, przy czym w czasie walk Paskiewicz został ranny w rękę.
Ponownie w obozie Rosjan pojawił się Prądzyński z pismem od Krukowieckiego, że ma pełnomocnictwa do podpisania kapitulacji. Paskiewicz wysłał do Warszawy swojego adiutanta Berga, który przyjął kapitulację u Krukowieckiego, Sejm jednak jej nie przyjął, wobec czego Krukowiecki przeprawił za Wisłę 32 tys. wojska, oznajmiając posłom, że jego zadaniem było ocalenie armii, a ich zadaniem jest ocalenie Warszawy. Rankiem 8 września Rosjanie wkroczyli do miasta, nie napotykając oporu.

## Po bitwie
Wojsko polskie wycofało się do Modlina i Zamościa, przy czym Paskiewicz wysłał Berga na rokowania do Modlina, aby dać czas generałom Rozenowi i Rydygierowi na skończenie z oddziałami Ramorino i Różyckiego. Do Modlina po 8 września weszło 32 500 wojsk polskich z 91 działami i już wkrótce ruszyło na Płock, pozostawiając w twierdzy jedynie załogę. 25 września Modlin znalazł się w okrążeniu.
Ramorino zgodnie z rozkazem Małachowskiego przeszedł w rejon górnej Wisły i odcięty od głównych sił wojskami Rydygiera poddał się w Galicji Austriakom. Różycki odszedł do Wolnego Miasta Krakowa, a resztki armii polskiej w sile około 20 tys. ludzi pod Rybińskim na początku października przekroczyły granicę z Prusami pod Brodnicą i złożyły broń.
Zostały tylko niezajęte twierdze Modlin i Zamość z garnizonem około 10 tys. wojska. Ostatecznie Modlin pod dowództwem gen. Ledóchowskiego poddał się 8 października, a Zamość pod dowództwem gen. Krysińskiego 21 października. Był to koniec powstania.

## Pamięć o bitwie
Już w 1834 roku kościół św. Wawrzyńca będący jednym z elementów umocnień reduty wolskiej został zamieniony w cerkiew pw. Włodzimierskiej Ikony Matki Bożej, której święto przypadało w dniu zdobycia przez Rosjan Warszawy. W ściany cerkwi wmurowano 12 luf armatnich z kulami, a w 1845 roku także 6 tablic z inskrypcjami, upamiętniających uczestników szturmu oraz jego przebieg. Na terenie ogrodu w obrębie reduty założono wolski cmentarz prawosławny poświęcony w 1841 roku, lecz pierwsze nagrobki pochodzą z 1836. Kościół wrócił w ręce katolików dopiero w 1919 roku, w 1928 na ścianie kościoła pojawiła się wówczas tablica upamiętniająca gen. Sowińskiego.
31 grudnia 1831 roku specjalnym imiennym ukazem cara Mikołaja I został ustanowiony okolicznościowy medal bity w srebrze pod mylącą nazwą Medal za Wzięcie Szturmem Warszawy w 1831 roku, przyznawany bez wyjątku wszystkim członkom oddziałów rosyjskich, nawet niebiorącym udziału w walkach.
W 1841 roku w pobliżu dzieła nr 54 stanął na 11-metrowym cokole pomnik zdobycia Warszawy – dla lepszej widoczności ustawiony bliżej torów kolejowych. W jego miejscu w 1937 roku odsłonięto obelisk upamiętniający obrońców Reduty Ordona, przez lata mylnie uważany za faktyczne miejsce po dawnym forcie. Głaz pamiątkowy ku czci Reduta Ordona (na rogu ulic Włochowskiej i Mszczonowskiej), nazwa Centrum Handlowego Reduta i przystanku kolejowego Warszawa Reduta Ordona to obecnie jedyne pamiątki po słynnej Reducie. Tymczasem rzeczywista lokalizacja reduty to ul. Na Bateryjce, między ul. Bohaterów Września, Al. Jerozolimskimi, centrum handlowym Blue City i rondem Zesłańców Syberyjskich.
Już w 1832 roku powstał na emigracji w Dreźnie wiersz Adama Mickiewicza pt. „Reduta Ordona”. Jest relacją wydarzeń uczestnika obrony dzieła nr 54 Stefana Garczyńskiego zawierającą nieco odmienną od rzeczywistości wersję losów Juliana Konstantego Ordona. Kolejnym wierszem był „Sowiński w okopach Woli” napisany przez Juliusza Słowackiego około 1845 i wydany w 1866 roku o bohaterskiej śmierci gen. Sowińskiego. Wydarzenie to było także inspiracją do obrazu „Sowiński na szańcach Woli” Wojciecha Kossaka z 1922 roku namalowanego na zamówienie Muzeum Wojska Polskiego w Warszawie, także tematem słynnej litografii przedstawiającej śmierć generała przy ołtarzu. Park założony częściowo w obrębie reduty wolskiej i otwarty w 1936 roku otrzymał nazwę Park im. gen. Józefa Sowińskiego, a w 1937 w jego centralnej części stanął pomnik generała.
W 2001 roku z okazji 170. rocznicy szturmu Woli na terenie reduty odbyła się z inicjatywy Towarzystwa Przyjaciół Woli rekonstrukcja tego wydarzenia z udziałem około 150 uczestników z grup rekonstrukcyjnych m.in. z Polski, Rosji i Białorusi. Towarzystwo to zabiega także o częściową rewitalizację terenu reduty.